# Bomba odłamkowa 75 kg PuW
Bomba odłamkowa 75 kg PuW – niemiecka bomba odłamkowa wagomiaru 75 kg. Około 1000 sztuk tych bomb zdobyto na opanowanym w czasie powstania wielkopolskiego poznańskim lotnisku Ławica i były następnie używane przez polskie Lotnictwo Wojskowe.
Bomba odłamkowa 75 kg PuW miała kroplowy korpus zakończony statecznikiem. Elaborowana była mieszaniną dinitrotoluenu z dinitronaftalenem i  trinitronaftalenem. Bomba była uzbrajana zapalnikiem głowicowym. Zapalnik był zabezpieczony wyjmowaną przed lotem zawleczką. Uzbrojenie zapalnika po zrzucie następowało pod wpływem siły odśrodkowej wirującej wokół osi podłużnej bomby (ruch wirowy osiągnięto dzięki odpowiedniemu kształtowi brzechw).